# Abdul Aminu
Abdul Aminu (ur. 21 lutego 1965) – nigeryjski piłkarz grający na pozycji obrońcy. W swojej karierze rozegrał 10 meczów i strzelił 1 gola w reprezentacji Nigerii.

## Kariera klubowa
W swojej karierze piłkarskiej Aminu grał w klubie El-Kanemi Warriors. W sezonach 1991 i 1992 zdobył z nim dwa Puchary Nigerii.

## Kariera reprezentacyjna
W reprezentacji Nigerii Aminu zadebiutował 2 marca 1990 roku w przegranym 1:5 grupowym meczu Pucharu Narodów Afryki 1990 z Algierią, rozegranym w Algierze. Na tym turnieju rozegrał jeszcze trzy mecze: grupowe z Egiptem (1:0) i z Wybrzeżem Kości Słoniowej (1:0) oraz finałowy z Algierią (0:1).
W 1992 roku Aminu został powołany do kadry na Puchar Narodów Afryki 1992. Rozegrał na nim jeden mecz, o 3. miejsce z Kamerunem (2:1). Z Nigerią zajął 3. miejsce w tym turnieju. Od 1990 do 1992 rozegrał w kadrze narodowej 10 meczów i strzelił 1 gola.